# 3. padalska brigada (Združeno kraljestvo)
Za druge 3. brigade glej 3. brigada.
3. padalska brigada je bila padalska enota Britanske kopenske vojske med drugo svetovno vojno.

## Zgodovina
Brigada je bila ustanovljena leta 1942 iz 3 bataljonov.
Brigada je bila razpuščena leta 1948.

## Sestava
1942
- Štab
- 1. (kanadski) padalski bataljon
- 8. padalski bataljon
- 9. padalski bataljon

1945.
- Štab
- 3. padalski bataljon
- 8. padalski bataljon
- 9. padalski bataljon